# Nathalie...
Pour les articles homonymes, voir Nathalie.
Ne pas confondre avec Nathalie, un film de Christian-Jaque.
Pour plus de détails, voir Fiche technique et Distribution.
Nathalie… est un film français réalisé par Anne Fontaine, sorti le 11 septembre 2003. Il a fait l'objet du remake Chloé, réalisé par Atom Egoyan et sorti en 2009 aux États-Unis.

## Synopsis
Catherine (Fanny Ardant), gynécologue, découvre que son mari Bernard (Gérard Depardieu), homme d'affaires, l'a trompée. Celui-ci ne conteste pas les faits, mais affirme que ces passades sont ponctuelles et insignifiantes, et sans doute la conséquence de leur relation de couple qui s'est étiolée au fil des ans. Catherine n'est pas réellement en colère mais plutôt intriguée à l'idée que son mari puisse avoir des relations extra-conjugales. Sans lui en parler, elle engage une go-go danseuse (Emmanuelle Béart), prénommée Marlène, afin qu'elle séduise Bernard et lui rapporte ses réactions. Cette dernière accepte le rôle, et Catherine lui attribue le prénom Nathalie sous lequel Marlène devra agir. Les deux femmes se voient ainsi presque quotidiennement et Marlène, sur le ton de la confidence, raconte en détail chacun de ses rendez-vous avec Bernard, employant des mots très crus pour décrire leurs ébats sexuels, ce qui fascine Catherine et change inévitablement le regard qu'elle porte sur son époux chaque soir. D'autant que Bernard semble persister dans le mensonge. La relation ambiguë entre Catherine et Marlène / Nathalie se transforme peu à peu en amitié. À plusieurs reprises le contrat est rompu mais Catherine semble vouloir maintenir cette situation et retourne inexorablement vers la go-go danseuse. C'est ainsi que lorsque Marlène est expulsée de son logement, Catherine lui loue un appartement afin qu'elle reste dans le quartier. Un jour Marlène avoue qu'elle a pris du plaisir avec Bernard. Catherine décide alors de tromper son mari. Mais lorsque Marlène lui annonce que Bernard veut vivre avec elle, cela va trop loin pour Catherine. Pour la première fois elle interroge Bernard explicitement, mais celui-ci se défend en jurant qu'il n'a aucune autre femme dans sa vie. Perplexe devant cette sincérité touchante, Catherine entraîne son mari dans le bistrot où elle rencontrait régulièrement Nathalie, et donne simultanément rendez-vous à cette dernière. Quand Marlène / Nathalie pénètre dans l'établissement et aperçoit le couple, elle quitte les lieux. Bernard ne connaît visiblement pas cette fille, et Catherine comprend alors la situation. Plus tard, Marlène avouera qu'elle a bien tout inventé : elle n'a jamais couché avec Bernard et ne l'a en fait aperçu qu'une seule fois, sans que celui-ci ne prête attention à elle. Catherine ne lui en veut pas de lui avoir menti et la serre tendrement dans ses bras.

## Fiche technique
- Titre : Nathalie…
- Réalisation : Anne Fontaine
- Scénario : Jacques Fieschi, Anne Fontaine et François-Olivier Rousseau, d'après une idée originale de Philippe Blasband
- Production : Alain Sarde et Christine Gozlan
- Budget : 7,35 millions d'euros
- Musique : Michael Nyman
- Photographie : Jean-Marc Fabre
- Montage : Emmanuelle Castro
- Décors : Michel Barthélémy
- Pays d'origine :  France,  Espagne
- Format : couleurs - 2,35:1 - DTS / Dolby Digital - 35 mm
- Genre : drame
- Durée : 106 minutes
- Tournage : du 6 janvier 2003 à février 2003 à Paris
- Dates de sortie : 
  - 11 septembre 2003 (festival de Toronto)
  - 7 janvier 2004 (France)
  - 21 janvier 2004 (Belgique)
  - 4 février 2004 (Suisse)

## Distribution
- Fanny Ardant : Catherine

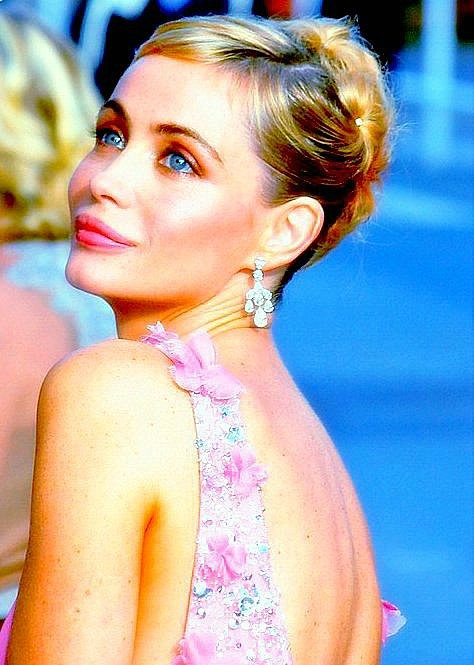
L'interprète du rôle-titre, Emmanuelle Béart.

- Emmanuelle Béart : Marlène, alias Nathalie
- Gérard Depardieu : Bernard
- Wladimir Yordanoff : François
- Judith Magre : la mère de Catherine
- Rodolphe Pauly : le fils
- Évelyne Dandry : la patronne du bar
- Ari Boulogne : l'homme d'un soir
- Aurore Auteuil : la patiente de Catherine
- Idit Cebula : Ghislaine
- Sasha Rucavina : Marianne
- Macha Polikarpova : Ingrid
- Marie Adam : la secrétaire médicale
- Sophie Séfériadès : une autre patiente
- Serge Boutleroff : l'agent immobilier
- Marc Rioufol : le client
- Prudence Maïdou : l'hôtesse du bar

## Production

### Choix des interprètes
La chanteuse et  comédienne  Vanessa Paradis avait été pressentie pour incarner le rôle de Nathalie. Cependant, elle dut y renoncer en raison de sa grossesse. C'est ainsi que le rôle échut à Emmanuelle Béart.

### Tournage
Le film a été tourné à Paris et en région parisienne, notamment à l'angle des rues du Marais, Charles V et Beautreillis, ou à la patinoire de Franconville.

## Autour du film
- Emmanuelle Béart interprète le rôle d'une prostituée pour la seconde fois, après J'embrasse pas, réalisé par André Téchiné en 1991.
- C'est la troisième fois que Fanny Ardant et Gérard Depardieu interprètent un couple au cinéma, après La Femme d'à côté en 1981 et Le Colonel Chabert en 1994.
- Le rôle de la patiente de Catherine est interprété par Aurore Auteuil, la fille de Daniel Auteuil.
- Le rôle de l’homme d’un soir est tenu par Ari Boulogne, fils présumé d'Alain Delon, qui apparaît au générique sous le nom d’Ari Paffgen.
- Le scénario initial, sous le titre de Nathalie Ribout, est de Philippe Blasband. Ce dernier l'a ensuite adapté en pièce et publié en 2003, aux éditions Actes-Sud Papier, dans le même volume qu'Une liaison pornographique[1]. La pièce est jouée début 2009 à Paris, avec Virginie Efira et Maruschka Detmers dans les rôles tenus au cinéma par Emmanuelle Béart et Fanny Ardant, au théâtre Marigny. À noter que la pièce et le film sont deux variations différentes sur l'idée de départ (dans la pièce, contrairement au film, le couple est séparé et en instance de divorce).
- Le réalisateur canadien Atom Egoyan s'est inspiré du scénario pour en faire sa propre adaptation, le remake Chloé (2009).

## Nominations
- Nomination au prix de la meilleure actrice pour Fanny Ardant et Emmanuelle Béart, lors des Prix du cinéma européen 2004.